# Emma Lazarus

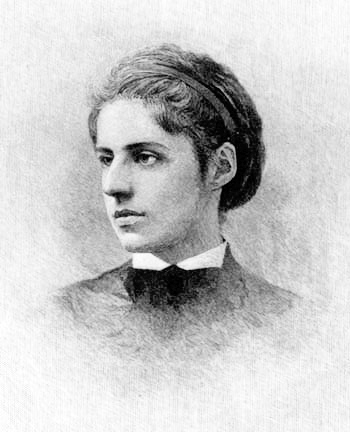
Emma Lazarus

Emma Lazarus (* 22. Juli 1849 in New York City; † 19. November 1887 ebenda) war eine amerikanische Dichterin. Sie ist vor allem für ihr 1883 verfasstes Gedicht The New Colossus bekannt, das in das Podest der New Yorker Freiheitsstatue eingraviert ist.

## Leben
Emma Lazarus war das vierte von sieben Kindern von Esther und Moses Lazarus, sephardischen Juden. Sie wurde von Privatlehrern unterrichtet, unter anderem in amerikanischer und europäischer Literatur, Deutsch, Französisch und Italienisch. Von ihrem Vater unterstützt, schrieb sie seit ihren jungen Jahren Gedichte. Diese erregten die Aufmerksamkeit von Ralph Waldo Emerson, einem führenden amerikanischen Poeten und Essayisten, mit dem sie bis zu seinem Tod im Jahr 1882 korrespondieren sollte.
Neben eigenen Werken schrieb Emma Lazarus Nachdichtungen italienischer und deutscher Gedichte, namentlich von Goethe und Heine. Über Heine verfasste sie auch eine Kurzbiographie. Durch die Lektüre von George Eliots Roman Daniel Deronda wurde ihr Interesse am jüdischen Zeitgeschehen geweckt, verstärkt durch die russischen Pogrome der frühen 1880er Jahre. So übersetzte Lazarus in ihrer produktivsten Zeit Werke jüdischer Dichter und setzte sich in Essays mit jüdischen Themen auseinander.
Emma Lazarus reiste zweimal nach Europa, 1883 und im Mai 1885, nach dem Tod ihres Vaters im März. Von der zweiten Reise kehrte sie schwer krank im September 1887 nach New York zurück. Zwei Monate später starb sie, vermutlich an Krebs.

## Rezeption
Die erste umfassende Lazarus-Biografie schrieb Heinrich Eduard Jacob. Die Idee dazu kam ihm im Sommer 1939, als er im Londoner Bloomsbury-House, einem Treffpunkt der vor Hitler Geflüchteten, den englischen Maler William B. Parnes kennenlernte. Er machte Jacob auf die Verse in der New Yorker Freiheitsstatue und deren Verfasserin aufmerksam. In einem Interview mit Peter M. Lindt für das deutschsprachige Radio WEVD, New York, sagte Jacob am 20. August 1949: „Parnes hatte sie selbst in London kennengelernt und als junger Mann für sie geschwärmt. Er war 18, sie 35. Er zeigte mir seine Tagebücher aus dieser Zeit […] und bei dieser Gelegenheit sagte er mir, dass ich einmal ein Buch über diese Frau schreiben müsse. Und ich erfülle seinen Wunsch nun zu ihrem 100. Geburtstag.“
Am 23. Juni 1949 hielt der Politiker Jacob K. Javits aus New York vor dem Repräsentantenhaus der Vereinigten Staaten eine Ansprache über Heinrich Eduard Jacob und sein Werk The World of Emma Lazarus.

## Werke
- Admetus and Other Poems (1875)
- Alide: An Episode of Goethe's Life (1874)
- Emma Lazarus. Selections from Her Poetry and Prose Edited by Morris Schappes (1944)
- Poems and Ballads of Heinrich Heine (1881)
- Poems and Translations. Written Between the Ages of Fourteen and Sixteen (1866)
- The Poems of Emma Lazarus 2 vols. (1888)
- Songs of a Semite: The Dance to Death and Other Poems (1882)
- The Spagnoletto (1876)
- Biographical Sketch of the life of Heinrich Heine, in: ders.: Poems & Ballads Hartsdale House, N. Y. 1947 (1948) („Biographical Introduction“ von E. L.), wieder in vom Hg. überarb. Fassung in: Andrew Moore (Hg): H. Heine. The Rabbi of Bacharach Mondial, N.Y. 2008 ISBN 1-59569-100-6 (Reihe: German Classics) Auszug daraus in Online-Buchsuchen zu diesem Buch (z. B. in Amazon.com) verfügbar

## Hörspiel
- Morton Wishengrad: Emma Lazarus. Das Hörspiel wurde am Sonntag, den 13. November 1949, in der Zeit von 12:30 bis 1:00 p.m., über das NBC Network, im Rahmen des Radio-Programms „Eternal Light“ gesendet.